# Dixville (New Hampshire)
Dixville ist der Name einer Township im Coös County des US-Bundesstaates New Hampshire in Neuengland. Die einzige Siedlung in Dixville ist Dixville Notch, einer der Orte, die bei Präsidentschaftswahlen ihre Stimmabgabe um 0:00 Uhr des Wahltages ansetzen. Die Volkszählung von 2020 ermittelte für Dixville 4 Einwohner.

## Geographie

### Lage
Dixville liegt nördlich der White Mountains in der "Great-North-Woods"-Region von New Hampshire auf 613 Metern Höhe zwischen Clarksville im Norden, Dix's Grant und Wentworth Location im Osten, Millsfield und Ervings Location im Süden sowie Columbia, Colebrook und Stewartstown im Westen. Die einzige Ansiedlung in Dixville ist Dixville Notch an der Hauptstraße, der New Hampshire Route NH-26 von Colebrook nach Erroll, die hier durch die Dixville Notch führt. Über diese verläuft in etwa 566 Metern Höhe die Wasserscheide zwischen dem Connecticut River und dem Saco River.:27 f.

#### Dixville Notch
Im Jahr 1960 fand in Dixville Notch erstmalig die mitternächtliche Stimmabgabe der Präsidentschaftswahlen statt. Um dieses Prozedere legal durchführen zu können, wurde die Ortschaft beim Staat New Hampshire registriert. Bis dahin war das Dorf eine unorganisierte Siedlung in der Township Dixville.

### Gewässer
Die größten Fließgewässer in Dixville sind der Swift Diamond River im Norden sowie der Clear Stream und der Mohawk River im Süden, die aus der Dixville Notch fließen. Letzterer wurde zum Lake Gloriette aufgestaut. Weitere kleine Seen liegen oberhalb der Siedlung Dixville Notch und sind zum Teil in die Wasserversorgung des Hotels The Balsams eingebunden.

### Berge
Höchster Gipfel in Dixville ist der Dixville Peak mit 3471 Fuß (1058 Metern), gefolgt vom Rice Mountain mit 3370 Fuß (1027 Meter) und dem 3186 Fuß (971 Meter) hohen Cave Mountain.

## Geschichte
Der Grant für Dixville wurde 1805 zuerst vergeben und 1810 erneuert. Die Fläche umfasste 30.023 Acre (etwa ha). Einer der Eigentümer war Timothy Dix jr. aus Boscawen, der sein Eigentum zumindest eine Zeit lang persönlich bewohnte und nach dem der Pass der „Dixville Notch“ und die Gemeinde ihre Namen tragen. Im Jahr der zweiten Zuteilung hatte Dixville zwölf Einwohner, die unter anderem eine Korn- und eine Sägemühle errichteten. 1820 waren noch zwei Einwohner übrig. Das Land war überwiegend bergig und felsig und mit dichtem Urwald bedeckt, der zum Bestellen geeignete Rest jedoch fruchtbar. Geschlagenes Holz wurde zum Androscoggin geflößt.:124 Das Land war auch Jahre nach der ersten Besiedlung zum größten Teil unberührt. Um 1804 wurde eine Straße durch die Dixville Notch nach Errol und weiter Richtung Hallowell in Maine geschlagen und auf staatliche Initiative hin ab 1811 zur Wagenstraße nach Portland ausgebaut. Siedler und Farmer aus westlich gelegenen Gebieten fuhren mit unter anderem Weizen, Pottasche und Kartoffelwhisky nach Portland und brachten neben anderen Waren ihres Bedarfes Salzfisch und Melasse zurück.:588 Ein Agent der Familie Dix, der ihre Interessen auf ihren Besitzungen wahrnahm, unterhielt in seinem Haus ein Inn, eine Wagenstation für Reisende. Seit der ersten Eröffnung der Verbindung durch den Pass hatte es in Dixville einen Beherbergungsbetrieb gegeben, obwohl der Verkehr keine große Rolle spielte.:92
In frühen Beschreibungen wird die landschaftliche Szenerie als bemerkenswert erwähnt und gleichwertig mit der bekannteren Crawford Notch genannt. Zu den Sehenswürdigkeiten gehörte neben der Notch die "Flume", eine kleine Schlucht entlang des Clear Rivers östlich des Passes. 1870 wurde auf der Westseite ein erstes, kleines Hotel gebaut, das nach wenigen Jahren abbrannte. 1874 erbaute George Parsons, ein Einwohner von Colebrook ein weiteres, zweistöckiges Haus für 50 Gäste. Es wurde auf Wunsch der Familie "Dix House" genannt und war von Juni bis Oktober geöffnet.:649 Das Gebäude bildete den Kern des späteren Hotels The Balsams. 1850 hatte Dixville acht, 1880 32 Einwohner.:18
Die Dixville Telephone Company wurde 1954 gegründet, im gleichen Jahr, in dem das Hotel erneut verkauft wurde, und vom Hotel betrieben. Die 1995 auf digitalen Betrieb umgestellte Vermittlung befindet sich auf dem Hotelgelände, ebenso wie die Fabrik für Latexprodukte, die im ehemaligen Parkhaus eingerichtet wurde und bis ins 21. Jahrhundert in Betrieb war. Der gesamte Komplex hatte bis zu 350 Beschäftigte.
Im Jahr 2011 wurde das Hotel geschlossen. In der Folge ging die Einwohnerzahl bis auf vier im Jahr 2020 zurück, während der Wiederaufbau des baufälligen Ensembles betrieben wurde. 2022 wurde an der Finanzierung gearbeitet.

### Bevölkerungsentwicklung
| Volkszählungsergebnisse – Dixville, New Hampshire | Volkszählungsergebnisse – Dixville, New Hampshire | Volkszählungsergebnisse – Dixville, New Hampshire | Volkszählungsergebnisse – Dixville, New Hampshire | Volkszählungsergebnisse – Dixville, New Hampshire | Volkszählungsergebnisse – Dixville, New Hampshire | Volkszählungsergebnisse – Dixville, New Hampshire | Volkszählungsergebnisse – Dixville, New Hampshire | Volkszählungsergebnisse – Dixville, New Hampshire | Volkszählungsergebnisse – Dixville, New Hampshire | Volkszählungsergebnisse – Dixville, New Hampshire |
| Jahr                                              | 1767                                              | 1773                                              | 1775                                              | 1783                                              | 1786                                              | 1790                                              | 1800                                              | 1810                                              | 1820                                              | 1830                                              |
| ------------------------------------------------- | ------------------------------------------------- | ------------------------------------------------- | ------------------------------------------------- | ------------------------------------------------- | ------------------------------------------------- | ------------------------------------------------- | ------------------------------------------------- | ------------------------------------------------- | ------------------------------------------------- | ------------------------------------------------- |
| Einwohner                                         |                                                   |                                                   |                                                   |                                                   |                                                   |                                                   |                                                   | 12                                                | 2                                                 |                                                   |
| Jahr                                              | 1840                                              | 1850                                              | 1860                                              | 1870                                              | 1880                                              | 1890                                              | 1900                                              | 1910                                              | 1920                                              | 1930                                              |
| Einwohner                                         |                                                   | 8                                                 |                                                   |                                                   | 32                                                |                                                   |                                                   | 12                                                | 24                                                | 25                                                |
| Jahr                                              | 1940                                              | 1950                                              | 1960                                              | 1970                                              | 1980                                              | 1990                                              | 2000                                              | 2010                                              | 2020                                              | 2030                                              |
| Einwohner                                         | 13                                                | 13                                                | 18                                                | 18                                                | 36                                                |                                                   | 46                                                | 12                                                | 4                                                 |                                                   |

Bei leeren Feldern liegt keine Angabe vor. Angaben mit krummen Jahreszahlen entstammen nicht dem bundesweiten US-Census.

## Sehenswürdigkeiten
- Dixville Notch, Pass im Osten von Dixville und nördlichster öffentlicher Straßenübergang in New Hampshire in Ost-West-Richtung
- The Balsams, Hotel aus dem 19. Jahrhundert, registriert im NRHP